# محمد برهومة
محمد برهومة (بالإنجليزية: Mohammed Barhouma) من مواليد 14 يوليو 1972، كاتب ومدرب إعلامي وباحث أردني مقيم حاليًا في أبو ظبي بدولة الإمارات العربية المتحدة. كتب لعدة صحف منها جريدة دستور اللبنانية، صحيفة شؤون الشرق الأوسط (جريدة شؤون الشرق الأوسط)، ومجلة الشؤون الفلسطينية، جوردان تايمز (الرأي)، وصحيفة الحياة التي تتخذ من لندن مقراً لها، والغد، وحفريّات. الأخبار والعديد من المجلات والصحف السياسية الأخرى.
في عام 2016 أصدر مؤلفه البارز كتاب الإصلاح الديني والعصر الحديث بعنوان «الوعي الأخلاقي ودوره في الإصلاح الديني» الذي أصدره مركز الإمارات للدراسات والبحوث الإستراتيجية وبرز في أبو ظبي. المعرض الدولي للكتاب مايو 2016.

## النشأة والتعليم
التحق محمد برهومة بالمدرسة الابتدائية والثانوية الملحقة بمخيم اللأجئين، وتفوق في اللغة العربية والخطابة العامة، حيث حصل على جوائز من مسابقات الخطابة السنوية التي تنظمها المدرسة.
بعد أن أكمل سنوات دراسته، حصل محمد برهومة على درجة البكالوريوس في علم النفس واللغة العربية من جامعة اليرموك، عمان، بحلول أغسطس 1994. كما درس اللغة الإنجليزية لمدة خمس سنوات في المجلس الثقافي البريطاني، وحقق درجة عالية في المستوي المتوسط.

## الصحف
عمل محمد برهوم في العديد من الصحف ومراكز البحوث والدراسات الإستراتيجية والمجلات الإقليمية البارزة طوال السنوات الخمس والعشرين الماضية، نشطًا في الكتابة السياسية والتدريب الإعلامي.

### مهنة في جريدة دستور (1994)
في عام 1994، بعد تخرجه، كان محمد برهومة يبحث عن وظيفة. أرسل مقالته الأولى في تشرين الثاني (نوفمبر) 1994، إلى جريدة دستور، وسخر منه الأشخاص في مكتب البريد بسبب صغر سنه ووضعه كاتبًا لأول مرة (كان هذا قبل بدء الإنترنت، لذلك كان عليك الكتابة المقالات وإرسالها بالبريد). كان ينشر أربع مقالات أخرى لـ «الدستور»، لكنهم لن يرسلوا له أي عائد للمقالات المنشورة. لقد توقف بعد المقال الرابع لهذا السبب.

### مهنة في الرأي (1994-2001)
في عام 1994، بعد توقفه عن الكتابة في جريدة الدستور، بحث محمد برهومة عن صحف أخرى. كتب في جريدة الراعي. كانت هذه وظيفته المؤقتة المعتادة، حيث استخدم العائدات لدفع تكاليف ضروريات والدته، حيث توقفت عن الخياطة بسبب الشيخوخة وقلة التركيز. خلال هذه السنوات السبع (1994-2001)، كان محمد برهومة ينشر حوالي 200 مقال في الراعي، حتى أن بعض المقالات ظهرت على الغلاف الأمامي، مما أكسبه مكانة وسمعة لبدايته الجديدة ككاتب سياسي يبلغ من العمر 21 عامًا. لم يسمع به أحد في ذلك الوقت، خاصة في السياسة، وكان المؤلفون في سن أكبر من 45. ستكون هذه بداية حياته السياسية.
معظم مقالاته التي نشرت في صحيفة الرأي لا يمكن العثور عليها حيث تم توزيعها في نسخة ورقية قبل ظهور النسخة الرقمية والموقع الإلكتروني.

### مهنة في جريدة الحياة (1994-2014 و 2017 -)

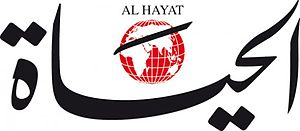
صحيفة الحياة

في عام 1994، بدأ محمد برهومة، وهو يبلغ من العمر 21 عامًا، العمل في صحيفة الحياة، وهي صحيفة تركز على الشرق الأوسط، يملكها الأمير السعودي خالد بن سلطان. هذه هي الصحيفة الثانية التي بدأ الكتابة لها. تضمنت مسيرته كتابة حوالي 500 مقال في صحيفة الحياة. على الرغم من كونه كاتبًا مسجلاً لمدة 25 عامًا في هذه الصحيفة، إلا أنه لم يكتب كثيرًا كما كتب في صحف أخرى بما في ذلك صحيفة الغد. هذا لأنه في عام 2014، أثناء عمله في مركز الإمارات للدراسات والبحوث الاستراتيجية، توقف مؤقتًا عن الكتابة لصحيفة الحياة، وفي عام 2017، عندما بدأ العمل في مركز الإمارات للسياسات، استأنف الكتابة، وشكل هذا فجوة في التاريخ.
من المقالات البارزة في جريدة الحياة ما يلي:
- «الأردن والتحدي الدبلوماسي في مجال الطاقة» كتب في 7 تموز 2010
- «هذا التصحيح يجب أن يكون أولوية للحكومة الأردنية الجديدة» المكتوب في 16 فبراير 2011
- - «أمريكا أثناء مشاركة الإسلاميين» كتبت بتاريخ 2 مارس 2011
- هل الربيع العربي يلقي بظلاله على الواقع؟ مكتوب في 8 نوفمبر 2011
- «تطور الدور الأردني في الصراع السوري» كتب في 26 حزيران 2012
- كتاب «دور الشباب في وسائل التواصل الاجتماعي وأهمية علم وظائف الأعضاء» بتاريخ 22 مايو 2013
- كتاب «فجوة التناسق الأخلاقي» بتاريخ 14 سبتمبر 2013
- كتاب «دول الخليج والحفاظ على الثقل الإقليمي» بتاريخ 1 نوفمبر 2013
- «إخطار لحيدر عبادي» بتاريخ 19 كانون الأول 2014
- كتاب رزاز وبعض الاسئلة الأردنية بتاريخ 14 حزيران 2018

### مهنة في جريدة الغد (2008 -)
بينما كان لا يزال يكتب في جريدة الحياة، بدأ محمد برهومة الكتابة لجريدة الغد في عام 2008. ونشر مقالته الأولى «رحلة بوش والاستقرار المركزي» في 18 يناير 2008. كتب غد مقالات في فئات الحياة والسياسة وعلم النفس والدين. تشمل بعض مقالاته البارزة على مر العصور ما يلي:
♦ أوائل (2008-2009)
- «لا انسحاب من العراق قبل عام 2011» مكتوب في 21 شباط / فبراير 2008
- كتاب «مستقبل العلاقات الأمريكية الكردية» بتاريخ 29 آذار 2008
- كتاب «نقد الليبرالية العربية» بتاريخ 13/6/2008
- «نسختنا من الحداثة من خلال العقلانية الدينية» كتبت في 9 أكتوبر 2008
- «العلمانية الإيجابية» كتبت في 28 سبتمبر 2008
- «إدارة أوباما» كتبت في 5 ديسمبر 2008
- كتاب «أساس الخلافات بين العرب» بتاريخ 21 يناير 2009
- «الغطرسة على الضعف وخلق الأمل» كتبت في 9 آذار / مارس 2009
- كتاب «القتال بين الحلفاء الأمريكيين» بتاريخ 25 مارس 2009
- هل إيران مستعدة للمفاوضات؟ مكتوب في 9 أبريل 2009

♦ الماضي (2009-2012)
- «سيكولوجية الاكتئاب وعلاقتنا بالعالم» كتبت في 7 يونيو 2009
- كتاب «انهيار الديمقراطية الدينية» في 8 يوليو 2009
- «لا تدمرها!» مكتوب في 14 فبراير 2010
- «ويكيليكس والدبلوماسية الإسرائيلية» كتبت في 3 ديسمبر 2010
- «إما أن نعيش أو نموت معًا» كتبت في 9 يناير 2011
- «المزيد من الدم.» مكتوب في 5 أكتوبر 2012

♦ حديث (2013–)
- «ملكة جمال مختلفة» كتبت في 4 أكتوبر 2013
- «رقم صعب» مكتوب في 20 ديسمبر 2013
- «فرصة لتركيا أم هلاكها؟» مكتوب في 10 أكتوبر 2014
- «البعوض والمستنقع» كتبت في أواخر أشهر 2014
- «سيكولوجية الرئيس» كتبت في 5 مارس 2016
- «هل نحن بحاجة إلى أيديولوجية ترامب أيضًا؟» مكتوب في 11 نوفمبر 2016
- «الحرب على الجغرافيا» كتبت في 31 مارس 2017
- «ليست منهجية جذابة» كتبت في 5 يناير 2018

هذه بعض الإشارات إلى المقالات البارزة، على مدار سنوات الكتابة العشر النشطة في هذه الصحيفة. في تلك السنوات كتب محمد برهومة أكثر من 700 مقال نُشر في صحيفة الغد، ولا يزال يكتب حتى يومنا هذا. ينشر مقالات أسبوعية في صحيفة الغد.

### مهنة في حفريّات (2017 -)
في عام 2017، تم تأسيس حفريّات. يعد محمد برهومة من أوائل الكتاب في هذا الموقع الإخباري، وقد كتب أكثر من 100 مقال لهذا الموقع، بما في ذلك مجموعة متنوعة من الموضوعات التي تشمل الدين والفكر وعلم النفس والسياسة. بعض المقالات البارزة التي كتبها لهذا الموقع الإخباري تشمل:
ثقافة عنف أم ثقافة حب؟ مكتوب في 29 أكتوبر 2017
- «السعودية تقلب صفحة الجهل الإسلامي» كتبت في 4 نوفمبر 2017
- «عنف.. متأصل في هيكل الاستبداد والفاسد والمتطرف» كتب بتاريخ 11 ديسمبر 2017
- «ماذا حدث للعقول التقليدية للجماعات المتطرفة في اليمن؟» مكتوب في 24 ديسمبر 2017
- «الحرب على الإرهاب أولوية للأردن في 2018» كتبت في 14 كانون الثاني 2018
- تمت كتابة «القصص المُراد تعديلها» الإطار«... على الأقل» في 6 فبراير 2018
- «الدين ليس مجرد بُعد غريب» كُتب في 22 مارس 2018
- «التدين والأزمة العربية» كتب في 2 أبريل 2018
- «المزاج يتأرجح للقادة: تصريحات ترامب بشأن سوريا كنموذج» كُتب في 4 أبريل 2018

## الحياة الشخصية

### الأردن
أمضى محمد برهومة حياته المبكرة في الأردن، وبعد تخرجه من جامعة اليرموك، أقام في مسقط رأسه عمان لمدة سبع سنوات. كان يكتب لـ «الدستور» و «الرأي» في هذه الفترة الزمنية. ومع ذلك، لن يكون جزءًا من مركز أبحاث.

### الإمارات العربية المتحدة
في عام 2001، قدم محمد برهومة إلى الإمارات العربية المتحدة، حيث بدأ العمل في مركز الإمارات للدراسات والبحوث الاستراتيجية (ECSSR)، وكتب في صحيفتي الحياة والغد. كما نشر كتابه البارز نيابة عن مركز الأبحاث هذا. في عام 2016، انتقل محمد برهومة إلى مركز الإمارات للسياسات. في عام 2017، بدأ محمد برهوم الكتابة لـ حفريّات نيوز.

## مساهمات جانبية
من بين مساهمات محمد برهومة مساهماته في مقالات مختلفة من 1994-1996 لمجلة شؤون الشرق الأوسط ومجلة الشؤون الفلسطينية. كما كان مساهمًا جزئيًا في العديد من المقالات المميزة. خلال مسيرته المهنية في مركز الإمارات للدراسات والبحوث الاستراتيجية، ساهم في نشر العديد من الكتب مع مؤلفين آخرين مرموقين في جميع أنحاء المنطقة.
كما قام بتدريب أكثر من 100 طالب في مركز الإمارات للسياسات بصفته مدربًا إعلاميًا. علاوة على ذلك، ساهم محمد برهومة في حملات بحثية متعددة قادها مركزه.

## الإنجازات
بخلاف 2000 مقالة مكتوبة منشورة، من أبرز إنجازاته كتابه «الوعي الأخلاقي ودوره في الإصلاح الديني» الذي نشره مركز الإمارات للدراسات والبحوث الاستراتيجية، في عام 2016. ويتحدث عن الدين والعصر الحديث. . يشارك هذا الكتاب وجهات نظره حول الأفكار التي يفتقر إليها العالم العربي الحديث والتي تدفع بنهضة عربية وثورة علمية تنويرية تعيد مكانة العصر الذهبي في القرن السابع حتى القرن الثالث عشر.
بعض التعليقات من المواقع السياسية على هذا العمل الرئيسي تشمل:
«يمكن القول أن هذه الدراسة تحاول التحديق النقدي في المثل والقيم الدينية وإصلاحها وإعادة هيكلتها ووضع الوعي الأخلاقي والمسألة الأخلاقية في سياقها العملي المناسب، من خلال تعريضها لاعتبارات حقوقية وثقافية وخاصة وعامة. الحريات كما نصت عليها العهود الدولية، فالوعي الإنساني الذي استقر في عصرنا على محورية الإنسان واستقلاله، وربطه بمسألة السلطة والحكم وإدارة الشؤون العامة، بإرساء فكرة الإيمان. كعلاقة مباشرة مع المعرفة البشرية والعلم والثقافة والحرية، ليست علاقة عكسية مع كل ذلك». أخبار إيرام
شرح آخر لريال اليوم:
«في كتابه الجديد يعمل على فكرة رئيسه ليقول إن فكرة الإصلاح الأخلاقي تسعى إلى منع تصادم الدين مع الحرية أو تقييد المعرفة. ويعتقد أنه لا يوجد جهد أو مشروع كامل للنهضة والتنوير. والإصلاح الديني في المنطقة العربية والعالم الإسلامي بشكل عام، دون الانخراط في فكرة إصلاح المثل والقيم الدينية، وتقديم جهود نظرية وفلسفية متماسكة علميًا فيما يتعلق بطبيعة العلاقة بين الدين والأخلاق، من خلال البناء على وقد ناقشت الأفكار والجهود المتناثرة في التراث العربي والإسلامي هذه القضية في الماضي، ومقاربة المسألة الأخلاقية، لكنها لم تصر على نقد تلك الأفكار والجهود وتفكيكها وتنظيمها وتطويرها وتأطيرها في سياقها. تطور» الأخلاق«في الحضارة العربية على أساس اللواء الإنساني المشترك. يلفت محمد برهومة الانتباه إلى أن هذا كان متاحًا في (هـ) القرون الذهبية للحضارة الإسلامية، خاصة في الفترة ما بين القرنين الثاني والخامس الهجريين، لكن التراجع الحضاري الذي بدأ مع عصور الانحطاط حال دون تبلور هذا المشروع الحضاري العظيم».
♦ تعليق آخر لـ 2ooli News حول الكتاب مقتبس:

## السجلات
بخلاف مراجعات الكتب والتعليقات من مواقع المراجعات السياسية المعروفة، حصل محمد برهومة على سجلات في الاهتمام بالمقالات. لديه ما يقدر بثلاثة ملايين مشاهدة للمقالات في المجموع، وأكثر من ثلاثين ألف مشاركة. حصل على جائزة من معرض أبوظبي للكتاب 2016، عن كتابه الشهير «الوعي الأخلاقي ودوره في الإصلاح الديني». بصرف النظر عن الجوائز المالية، حصل على علامة «أهم مقال في اليوم» أكثر من ثلاثين مرة طوال حياته المهنية.